# Hôtel-Dieu
Hôtel-Dieu är benämning på huvudsjukhuset i franska städer, betyder Guds Hotell.
Bland dem märks:
- Hôtel-Dieu de Paris – ett sjukhus på Île de la Cité, nära Notre-Dame i Paris, grundat år 660 och ombyggt på 1870-talet
- Hôtel-Dieu de Beaune – ett sjukhus i Beaune
- Hôtel-Dieu de Rouen – ett sjukhus i Rouen
- Hôtel-Dieu de Marseille – ett tidigare sjukhus i Marseille